# James Nguyen

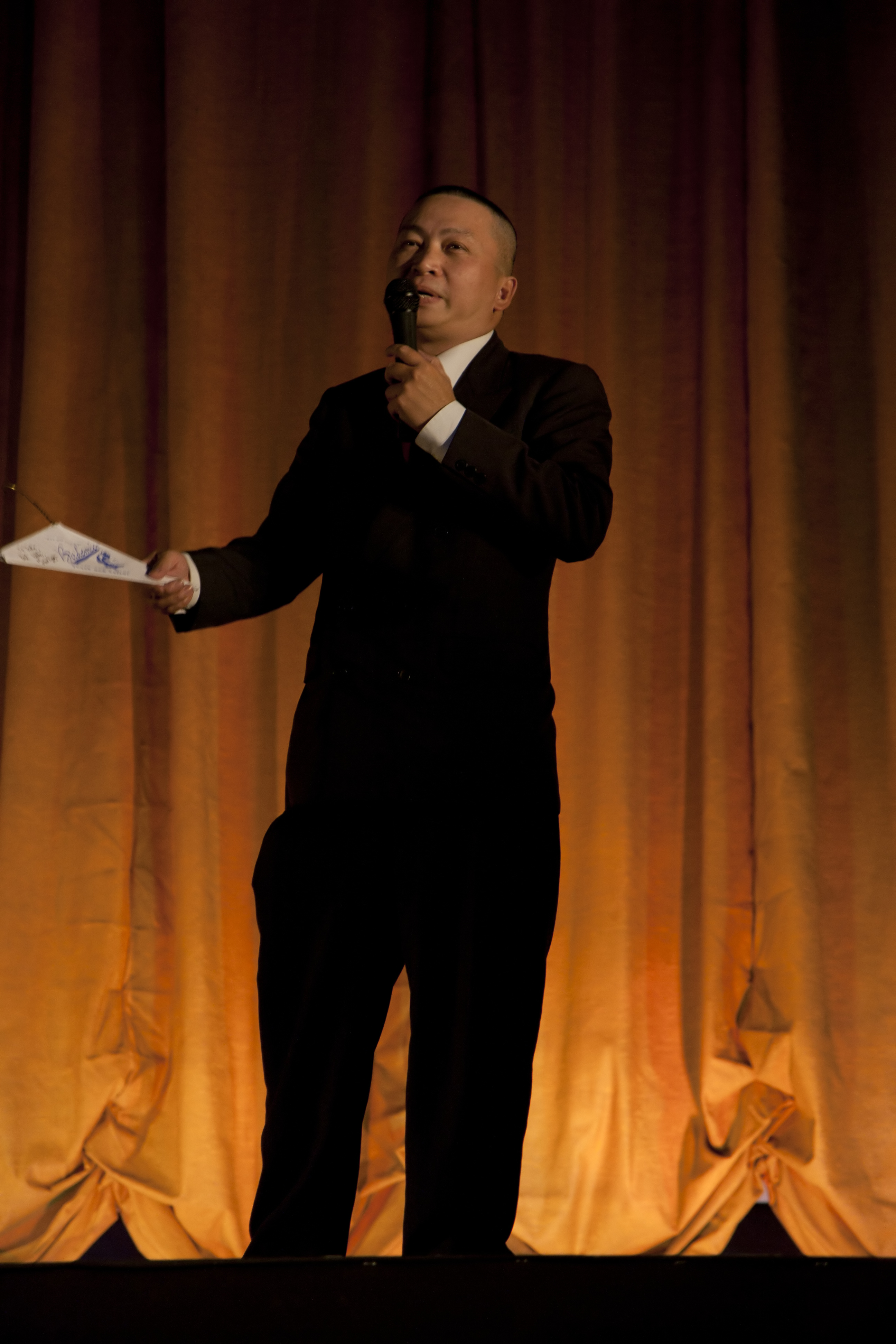
James Nguyen, 2010

James Nguyen (* 1. September 1966 in Đà Nẵng, Vietnam) ist ein vietnamesisch-amerikanischer Filmregisseur und Produzent.

## Leben
Nguyen studierte an der San Francisco State University und San José State University und schloss mit einem Bachelor in Philosophie und Informatik ab. Im Jahr 2002 begann er, Low-Budget-Filme zu produzieren, für die er auch die Drehbücher schreibt sowie als Regisseur und Schauspieler fungiert. Zu diesem Zweck gründete er die Produktionsfirma Moviehead. Einem größeren Publikum wurde er durch den Film Birdemic: Shock and Terror bekannt, der von Kritikern und Zuschauern als einer der schlechtesten Filme aller Zeiten gehandelt wurde und sich zu einem unerwarteten Kassenerfolg entwickelte. 2012 drehte er die Fortsetzung Birdemic 2: The Resurrection, erneut mit dem Protagonisten Whitney Moore und Alan Bagh aus Birdemic: Shock and Terror. 2022 folgte schließlich mit Birdemic 3: Sea Eagle der dritte Teil der Reihe.

## Trivia
Nguyens Lieblingsregisseure sind Alfred Hitchcock und Billy Wilder.

## Filmografie (Auswahl)
- 2003: Julie and Jack (Drehbuch, Regie, Produktion)
- 2005: Replica (Drehbuch, Regie)
- 2008: Birdemic: Shock and Terror (Drehbuch, Regie, Produktion)
- 2013: Birdemic 2: The Resurrection (Drehbuch, Regie)
- 2017: The Man with the Wooden Face (Dokumentation; Drehbuch, Regie, Produktion)
- 2022: Birdemic 3: Sea Eagle (Drehbuch, Regie, Produktion)